# Osservatorio Astronomico di Brera

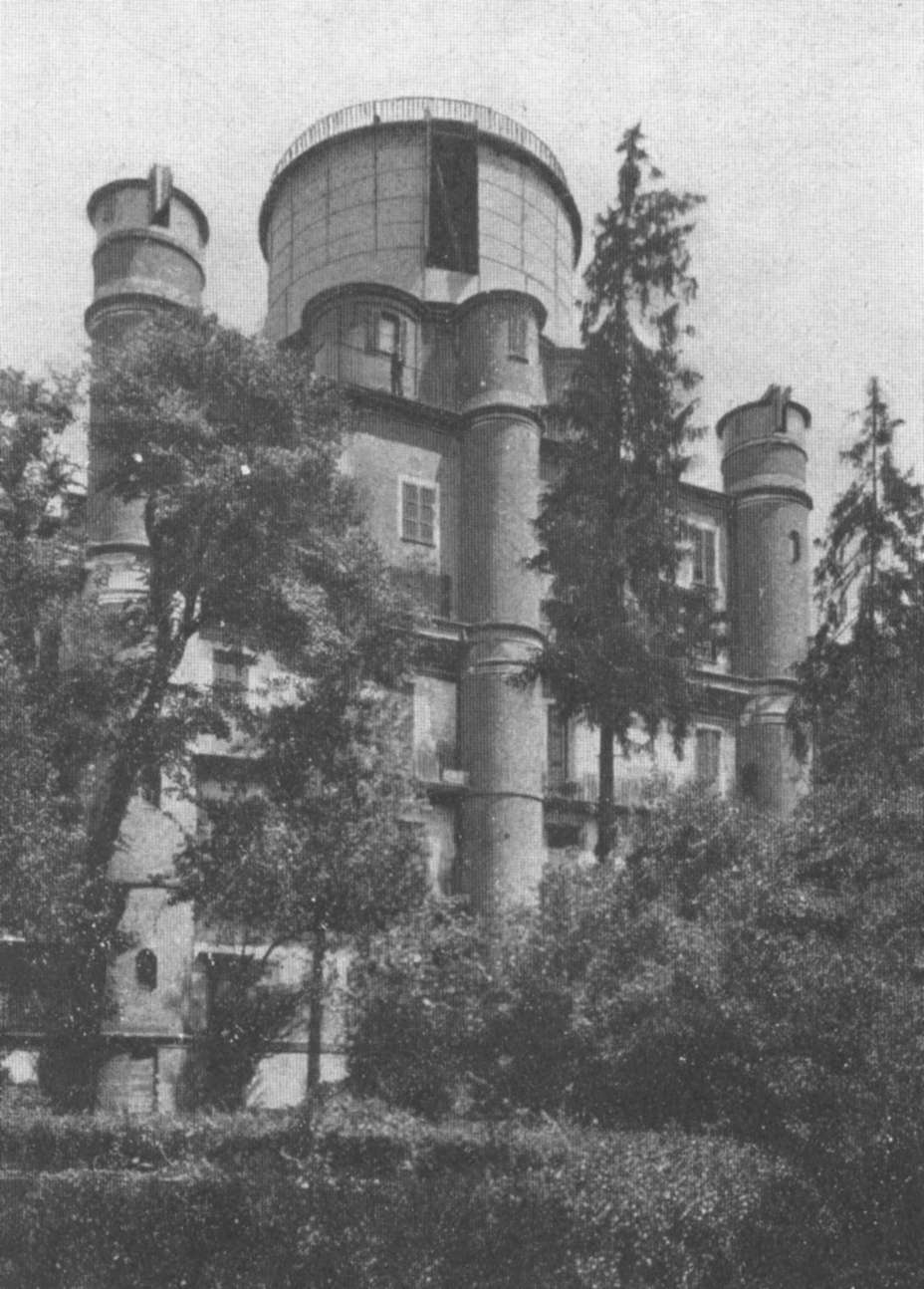
Osservatorio Astronomico di Brera

Das Osservatorio Astronomico di Brera (OAB; deutsch Astronomisches Observatorium Brera) ist ein astronomisches Observatorium in Mailand (Norditalien) mit dem IAU-Code 027. Die astronomischen Koordinaten sind 45° 27' 59,2" Nord und 0h 36m 45,89s östlich Greenwich.
Die Sternwarte im historischen Palazzo di Brera, der ursprünglichen Heimstatt für das Jesuitenkolleg Collegio de Brera im Mailänder Stadtviertel Brera, wurde im Jahre 1764 von Jesuiten gegründet. Ihre Planung lag in den Händen des Universalgelehrten Pater Roger Joseph Boscovitch. 1765 wurde das OAB auf dem Südostflügel des Palazzo fertiggestellt. Kodirektor war der Jesuitenpater Louis Lagrange (1711–1783). Im Jahr 1772 verließ Boscovich das OAB. Nach der Aufhebung des Jesuitenordens 1773 durch Papst Clemens XIV. fiel die Sternwarte an den Staat.
Von 1802 bis 1817 war Barnaba Oriani Leiter des Observatoriums. Ihm folgten als Direktoren Angelo de Cesaris (1749–1832) und Francesco Carlini. 1860 wurde Giovanni Schiaparelli an die Sternwarte als „secundo astronomo“ berufen. 1861 entdeckte Schiaparelli am OAB den Asteroiden Hesperia. Nach dem Tod von Carlini im Jahr 1862 übernahm Schiaparelli die Leitung der Sternwarte. 1877 gelang ihm die seinerzeit detailreichste Kartierung des Planeten Mars.
Als sich die Bedingungen für astronomische Beobachtungen in Mailands Innenstadt zunehmend verschlechterten, wurde der Beobachtungsbetrieb des Observatoriums 1923 in die Provinz Lecco nach Merate verlegt, rund 35 Kilometer von Mailand entfernt. Für die astrometrischen Zwecke der Weltlängenbestimmung 1933 war der Standort jedoch geeignet; sie ergab den Wert 0h 36m 45,84s im System des FK3.